# Culture en Vaucluse
 (janvier 2018).
 (janvier 2018).
Si vous disposez d'ouvrages ou d'articles de référence ou si vous connaissez des sites web de qualité traitant du thème abordé ici, merci de compléter l'article en donnant les références utiles à sa vérifiabilité et en les liant à la section « Notes et références ».
Le Vaucluse est un département riche en activités culturelles, avec une multitude de centres culturels, festivals et événements couvrant les domaines de la musique, du cinéma, du théâtre et de la danse. Parmi ces manifestations, certaines jouissent d'une renommée internationale, comme le Festival d'Avignon et les Chorégies d'Orange

## Centres culturels enVaucluse
- Auditorium de Vaucluse Jean Moulin au Thor, salle départementale, à l'initiative du Conseil général de Vaucluse
- Maison Jean-Vilar, lié au Festival d'Avignon, ouvert au public toute l'année.

## Salles de cinéma
- Cinémovida (Apt)
- Pathé Cap sud (Avignon)
- CinéVox (Avignon)
- Le Pandora (Avignon)
- Utopia Cinéma Arts & Essais (Avignon)
- Le Clap (Bollène)
- Le Rivoli (Carpentras)
- Femina (Cavaillon)
- La Cigale (Cavaillon)
- Le Cigalon (Cucuron)
- La Strada  (L'Isle-sur-la-Sorgue)
- Le Forum (Orange)
- Capitole studios (Le Pontet)
- Le Luberon (Pertuis)
- Le Florian (Vaison la Romaine)

## Théâtres

### Avignon
La ville d'Avignon compte de nombreux théâtres, liés notamment au Festival d'Avignon, mais également ouvert annuellement. 
- Théâtre Benoît-XII
- Le Cabestan
- Théâtre des Carmes
- Chapelle du Verbe Incarné (Avignon)
- Théâtre du Chêne noir
- Cloître des Carmes
- Ancienne Comédie d'Avignon, premier théâtre de la ville d'Avignon
- La Fabrica
- Laurette Théâtre (Avignon)
- La Luna (théâtre)
- Opéra d'Avignon
- La Tache d'encre
- Théâtre des Halles
- Théâtre du Bourg-Neuf
- Théâtre du Chien qui fume
- Théâtre Golovine
- Le Paris

Scènes temporaires (essentiellement durant le Festival d'Avignon) :
- Cour d'honneur du palais des papes
- Grenier à sel d'Avignon
- Chapelle des Cordeliers
- Chapelle des pénitents blancs

### Dans le reste du département
- Théâtre municipal d'Orange
- Couvent des Cordeliers de Valréas
- La Garance à Cavaillon

## Salles de musique
- Akwaba (Châteauneuf-de-Gadagne)
- Auditorium de Vaucluse Jean Moulin (Le Thor)
- L'Autre Scène du Grand Avignon (Vedène)
- Clash-bar (Avignon)
- le Délirium (Avignon)
- Espace Auzon (Carpentras)
- La Gare (Maubec)
- Opéra grand Avignon (Avignon)
- Les Passagers du Zinc (Avignon)
- Le Rouge Gorge (Avignon)
- La Scène Café-Restaurant (Avignon)
- Salle Polyvalente (Montfavet)...

## Musées

### Avignon
- Musée Angladon
- Musée Aubanel de l'imprimerie
- Musée Calvet
- Collection Lambert
- Musée lapidaire d'Avignon
- Muséum Requien (histoire naturelle)
- Musée du Petit Palais
- Musée Louis Vouland
- Palais du Roure

### Dans le reste du département
- Musée Comtadin-Duplessis à Carpentras
- Musée de l'aventure industrielle à Apt
- Musée de la lavande à Coustellet
- Musée Sobirats à Carpentras
- Musée de la vannerie de Cadenet
- Musée départemental des faïences de La Tour-d'Aigues
- Musée des Arts et des Métiers du vin - Château Turcan
- Musée archéologique Theo-Desplans
- Musée de la boulangerie à Bonnieux

## Festivals

### Cinéma
- Festival de cinéma en plein air de Visan
- Festival du cinéma israélien de Carpentras

### Théâtre
- Festival d'Avignon
- Festival off d'Avignon
- Festival des Soirées d’été à Gordes
- Festival d'humour à Oppède

### Danse
- Hivernales d'Avignon
- Festival international de danse à Vaison-la-Romaine

### Musique
- Chorégies d'Orange
- Crions Z'Ensemble à Bédoin
- Festival international de quatuors à cordes du Luberon
- Gare aux Oreilles à Coustellet
- Festival de jazz d'Orange
- Soirées lyriques de Gigondas
- Festival Georges Brassens à Vaison-la-Romaine
- Les Choralies de Vaison-la-Romaine
- Festival International Cubano à Orange

### Livres, bandes dessinées
- Journée du Livre de Sablet

### Arts plastiques
- Parcours de l'Art Festival d'Art contemporain (Avignon)